# Cellepora aliena
Cellepora aliena is een mosdiertjessoort uit de familie van de Celleporidae. De wetenschappelijke naam van de soort is voor het eerst geldig gepubliceerd in 1991 door Moyano.